# Suszkowice
Suszkowice (deutsch Tschauschwitz, 1936 Hohenau, 1936–1945 Hochdorf O.S.) ist ein Dorf der Stadt- und Landgemeinde Otmuchów im Powiat Nyski in der Woiwodschaft Opole in Polen.

## Geographie

### Geographische Lage
Das Angerdorf Suszkowice liegt im Südwesten der historischen Region Oberschlesien. Der Ort liegt etwa fünf Kilometer nordöstlich des Gemeindesitzes Otmuchów, etwa sieben Kilometer westlich der Kreisstadt Nysa und etwa 65 Kilometer südwestlich der Woiwodschaftshauptstadt Opole.
Suszkowice liegt in der Nizina Śląska (Schlesische Tiefebene) innerhalb Dolina Nysy Kłodzkiej (Glatzer Neiße-Tal) hin zur Równina Grodkowska (Grottkauer Ebene). Südlich des Dorfes verläuft die Landesstraße Droga krajowa 46 sowie die Bahnstrecke Nysa–Kamieniec.

### Nachbarorte
Nachbarorte von Suszkowice sind im Nordosten Goświnowice (Friedenthal-Großgiesmannsdorf), im Südwesten der zu Otmuchów gehörende Stadtteil Wójcice (Woitz), im Westen Ulanowice (Ullersdorf) sowie im Nordwesten Grądy (Perschkenstein).

## Geschichte
Der Ort wurde erstmals 1261 als Suscouiz erwähnt. In dem Werk Liber fundationis episcopatus Vratislaviensis aus den Jahren 1295–1305 wird der Ort erstmals als Schuschcowitz erwähnt. Für das Jahr 1375 ist die Ortsbezeichnung Czuschcowicz überliefert.
Nach dem Ersten Schlesischen Krieg 1742 fiel Tschauschwitz mit dem größten Teil Schlesiens an Preußen.
Nach der Neuorganisation der Provinz Schlesien gehörte die Landgemeinde Tschauschwitz ab 1816 zum Landkreis Grottkau im Regierungsbezirk Oppeln. 1845 bestanden im Dorf eine Scholtisei sowie 48 weitere Häuser. Im gleichen Jahr lebten in Tschauschwitz 272 Menschen, davon drei evangelisch. 1855 lebten 133 Menschen in Tschauschwitz. 1865 bestanden im Ort eine Scholtisei. vier Bauern-, 22 Gärtner- und zwölf Häuslerstellen sowie eine Tonfabrik. Eingeschult waren die Bewohner nach Woitz. 1874 wurde der Amtsbezirk Woitz gegründet, welcher aus den Landgemeinden Tschauschwitz und Woitz und den Gutsbezirken Tschauschwitz und Woitz bestand. 1885 zählte Tschauschwitz 368 Einwohner.
1933 lebten in Tschauschwitz 416 Menschen. Am 22. Juli 1936 wurde der Ort im Zuge einer Welle von Ortsumbenennungen der NS-Zeit in Hohenau O.S. umbenannt. Bereits am gleichen Tag erfolgte die Umbenennung in Hochdorf O.S. 1939 zählte Hochdorf O.S. 406 Einwohner. Bis Kriegsende 1945 gehörte der Ort zum Landkreis Grottkau.
Als Folge des Zweiten Weltkriegs fiel Hochdorf O.S. 1945 wie der größte Teil Schlesiens unter polnische Verwaltung. Nachfolgend wurde es in Suszkowice umbenannt und der Woiwodschaft Schlesien angeschlossen. Die deutsche Bevölkerung wurde weitgehend vertrieben. 1950 wurde es der Woiwodschaft Oppeln eingegliedert. 1999 kam der Ort zum wiedergegründeten Powiat Nyski. 2007 lebten 179 Menschen im Ort.

## Sehenswürdigkeiten
- Die römisch-katholische Kirche St. Kyrill und Method (poln. Kościół Świętych Cyryla i Metodego) wurde 1989 erbaut. Die Grundsteinlegung für das Gotteshaus erfolgte am 23. September 1984. Die Konsekration unter dem damaligen Oppelner Bischof Alfons Nossol fand am 4. Juni 1989 statt.[9]
- Wegekreuz